# Hirvisaari (ö i Norra Savolax, Kuopio, lat 63,05, long 27,95)
Hirvisaari är en ö i Finland. Den ligger i sjön Juurusvesi och Akonvesi och i kommunen Kuopio i den ekonomiska regionen  Kuopio ekonomiska region  och landskapet Norra Savolax, i den centrala delen av landet, 400 km nordost om huvudstaden Helsingfors. Öns area är 3,9 hektar och dess största längd är 380 meter i sydöst-nordvästlig riktning.